# 榊原定征
榊原 定征（さかきばら さだゆき、1943年〈昭和18年〉3月22日 - ）は、日本の実業家。産業革新投資機構取締役会議長、関西電力取締役会長、一般社団法人日本経済団体連合会名誉会長、東レ社友、日本野球機構コミッショナー。
東レ株式会社代表取締役社長・取締役会長・相談役最高顧問、特別顧問、日本経済団体連合会会長（第4代）、日本化学会会長、経済産業省総合資源エネルギー調査会会長、日本赤十字社副社長、日本化学繊維協会会長、などを歴任した。旭日大綬章受章。

## 来歴

### 生い立ち
神奈川県横須賀市に生まれる。父は潜水艦の艦長であったが1944年1月に戦死し、その後父の故郷である愛知県知多郡美浜町で育ち、美浜町立野間中学校、愛知県立半田高等学校を経て、名古屋大学に入学した。1965年に名古屋大学工学部応用化学科を卒業した。1967年に名古屋大学大学院工学研究科応用化学専攻修士課程を修了し、工学修士（名古屋大学・1967年）号を授かる。名古屋大学第12代総長の平野眞一は半田高から名大大学院までの同級生で、大学寮の部屋も隣同士の間柄だった。

### 実業界にて
1967年に東洋レーヨンへ入社して主に経営企画畑を歩み、経営企画室長、技術センター所長、副社長を経て、2002年6月に東レ社長に就任し、最高執行責任者も兼務した。2004年6月からは同社最高経営責任者も兼務した。社長就任後は炭素繊維等の先端材料を梃に、同社の業績拡大に取り組み、2005年3月期に同社の経常利益は14年ぶりに過去最高を更新した。
他社でも2010年に商船三井取締役、2012年にNTT取締役、2013年に日立製作所取締役を、教育・研究機関では2004年4月より国立大学法人名古屋大学経営協議会委員、2006年11月から中央大学大学院総合政策研究科客員教授を、公的機関では2008年1月から内閣府総合科学技術会議議員、8月から内閣官房高度人材受入推進会議議員を、それぞれ務め、2013年1月8日から産業競争力会議民間議員、2014年9月16日から経済財政諮問会議民間議員を務めている。
2014年5月に前任の玉尾皓平に次ぎ日本化学会会長、6月3日に前任の米倉弘昌に次ぎ日本経済団体連合会第4代会長、に就任し、経団連会長職に専念するため東レ会長に留任しつつ同社代表権のみ返上した。
2015年6月に東レ相談役最高顧問に就任する。2017年6月に最高顧問を退任し、相談役に就任する。2018年、特別顧問に就任。2019年、特別顧問制度が廃止され、退任。
2022年12月5日、前任の斉藤惇に代わり、日本野球機構の会長及びコミッショナーに就任した。

## 人物
これまでの業績が評価されて各国から、マレーシア・ペナン州のダルジャー・スティア・パンクアン・ヌグリ勲章、2010年4月に大韓民国より金塔産業勲章、2012年6月にエストニアより第三等テラ・マリアナ十字勲章、2013年1月にフランスよりレジオン・ドヌール勲章シュヴァリエ章、2014年2月にイタリアよりイタリア共和国功労勲章グランデ・ウフィチャーレ章、をそれぞれ受勲した。韓国へ2018年までに3000億ウォン（約300億円）を投資する計画を立てている。
愛知県育ちで、幼少期には地元球団である中日ドラゴンズの本拠地であった中日球場によく通っていたが、巨人ファンである。コミッショナー就任にあたり、特定の球団のファンは封印した。

## 発言
2014年1月27日、経団連会長内定時に「今まで以上に韓国、中国との関係を強化していきたい」、「アジアや経済協力開発機構（OECD）諸国並みの25%の法人実効税率（法人税減税）を確実に、早期に達成してほしい」と述べた。

### 原子力発電
2013年2月18日、第2回産業競争力会議で「原発を早期に再稼働させることを、新たなエネルギー基本計画に明確に反映してほしい。原発の再稼働が停滞すると、電気料金の値上げ幅が倍以上になる可能性。これは経済成長を阻害する大きな要因となるため、早期再稼働は産業界にとっても国民生活にとっても極めて重要。」と述べた。
2014年7月8日、女川原発の防潮堤工事などを視察した後「安全が確認された原発は、速やかに再稼働すべきだ。国民全体の願いでもある」と述べる等、早期の再稼働が必要との考えを改めて強調した。

### TPP
2013年2月26日、第3回産業競争力会議で「安倍総理が今回日米首脳会談において、日本の TPP 交渉参加への大きな道筋をつけていただいたことに対して、産業界としても心から敬意を表したいと思うし、高く評価したい。」、「2020年を目標にFTAAP、アジア太平洋自由貿易圏を完成させることが待たれているが、その目標に向けてのワンステップが今回のTPPの推進……」と述べた。
2014年9月19日、日韓の財界・学会関係者らによるフォーラムで「韓国がTPP交渉に加わることで、日本と韓国が共同して交渉を加速するということでも非常に意味があると思っている」 と述べた。

### 雇用
2013年10月1日、第14回産業競争力会議で「企業の競争力を高めるためには、従来からの労働規制に捉われずに、メリハリを効かせられる柔軟な働き方を実現し、社員の活力と生産性向上を図っていくことが不可欠。労働時間に関し一挙に一律一様な規制緩和の適用が困難であるならば、特区で先行的に実施する、すなわち、濫用抑止とセーフティネットの確保を担保できる企業を見極めつつ、その企業に限定して特区での先行的な規制緩和を認めるやり方もあるのではないか。」と述べた。

### 消費税
2014年6月3日、「2015年10月に予定する消費税率10%への引き上げは、計画通りの増税が可能」と認識を述べた。
2016年4月25日、記者会見で2017年4月の消費税率10%への引き上げについて「計画通りやるべきだ。地震の後でもそう思っている」と述べた。

### 政治献金
2014年9月8日、経団連幹部会議で政治献金再開に理解を求め、安倍内閣を全面的に支援する姿勢を明確にして「影響力を高める狙いがある」等と報じられた。政治献金の再開は5年ぶりである。

### 安保法案
2015年5月26日、記者会見で平和安全法制について「政府は国民理解に対する努力を、もっとして頂きたい」「今国会中に成立をするという運びになることを期待したい」と述べた。

## 略歴

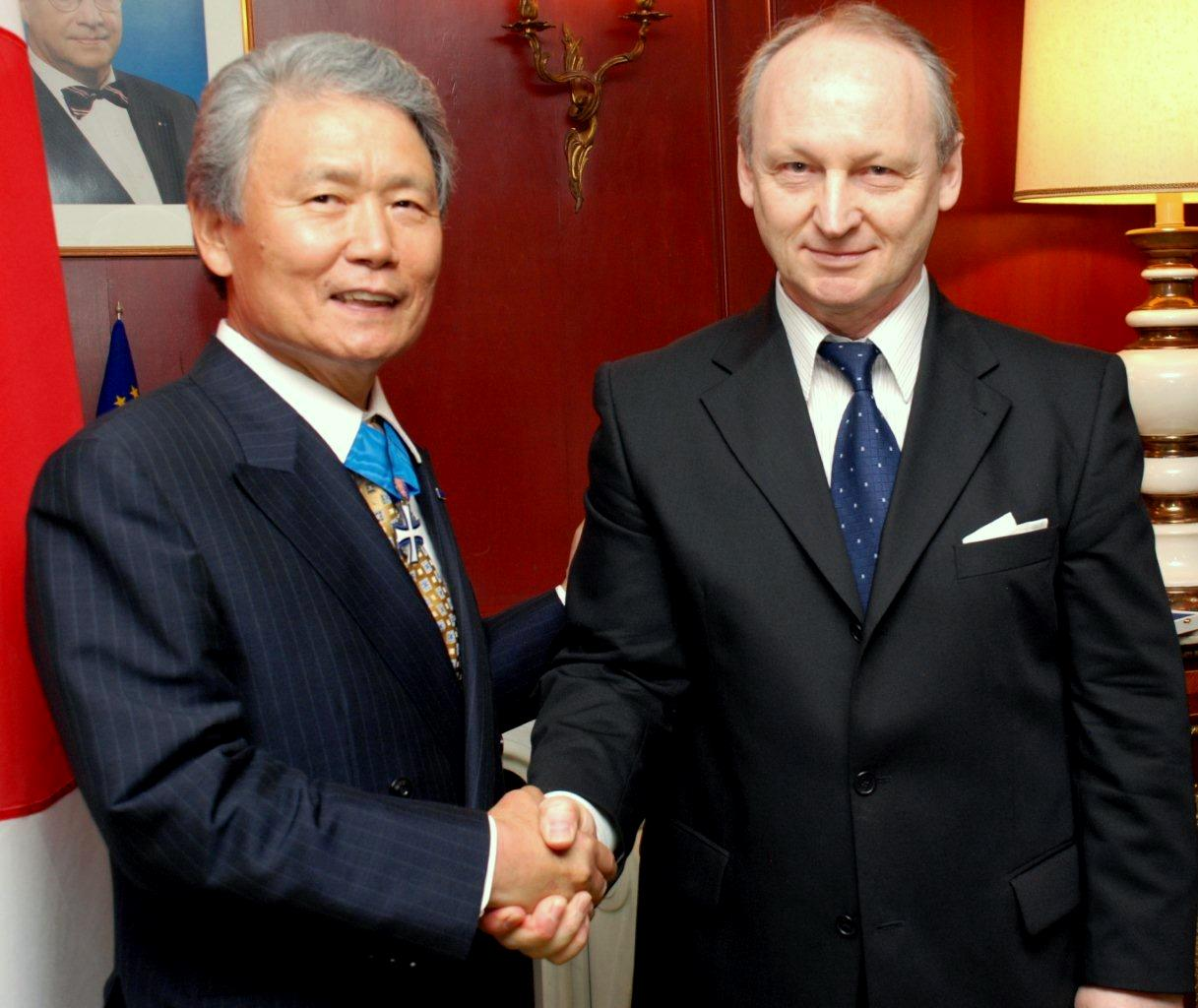
2012年6月25日、日本駐箚エストニア特命全権大使トイヴォ・タサ（右）と

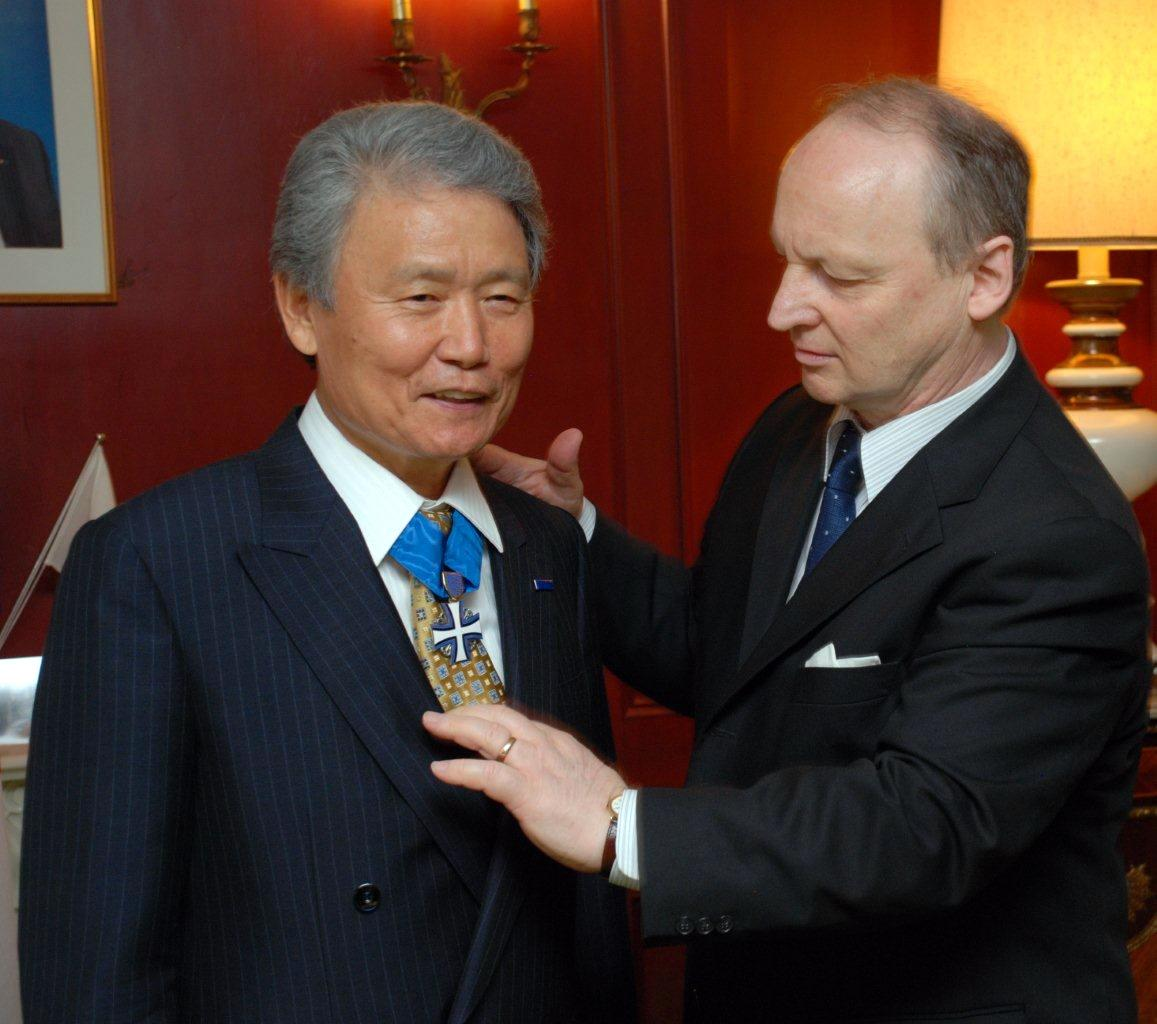
2012年6月25日、日本駐箚エストニア特命全権大使トイヴォ・タサ（右）から第三等テラ・マリアナ十字勲章を伝達

- 1943年 - 神奈川県横須賀市にて誕生。
- 1961年 - 愛知県立半田高等学校卒業。
- 1965年 - 名古屋大学工学部卒業。
- 1967年 - 名古屋大学大学院工学研究科応用化学専攻修士課程修了[31]。
- 1967年 - 東洋レーヨン入社[31]。中央研究所配属。
- 1978年 - 東レ（1970年に「東洋レーヨン」から改称）研究開発企画部配属。
- 1984年 - 東レプラスチック事業企画管理部プラスチック事業企画課課長。
- 1989年 - 東レ経営企画室部長（技術企画・事業企画担当）。
- 1994年 - 東レ理事経営企画第一室室長。
- 1996年 - 東レ取締役経営企画第二室室長。
- 1998年 - 東レ常務取締役。
- 1999年 - 東レ専務取締役企画室室長。
- 2001年 - 東レ代表取締役副社長、東レ技術センター所長。
- 2002年 - 東レ代表取締役社長最高執行責任者。
- 2004年 - 名古屋大学経営協議会委員、東レ最高経営責任者。
- 2005年 - 日本化学繊維協会会長、炭素繊維協会会長。
- 2006年 - 日本経済団体連合会情報通信委員会委員長、中央大学大学院総合政策研究科客員教授。
- 2007年 - 日本経済団体連合会副会長、日本経済団体連合会産業技術委員会委員長、産学人材育成パートナーシップ全体会議議長。
- 2008年 - 東京大学アドバイザリー・ボード・ミーティング メンバー、内閣府総合科学技術会議議員[32]、内閣官房高度人材受入推進会議議員。
- 2009年 - ANAホールディングス経営諮問委員会委員[32]。
- 2010年 - 東レ代表取締役会長、日・タイ経済協力協会会長、商船三井取締役[32]。
- 2011年 - 産業競争力懇談会代表幹事、日中経済協会副会長、総合資源エネルギー調査会基本問題委員会委員[32]。
- 2012年 - 日本科学技術振興財団理事長、NTT取締役[32]。
- 2013年 - 産業競争力会議議員、日立製作所社外取締役[32]。
- 2014年 - 日本経済団体連合会会長、日本化学会会長、経済産業省産業構造審議会会長、経済財政諮問会議議員、東レ取締役会長[32]。
- 2015年 - 一億総活躍国民会議議員、未来投資に向けた官民対話構成員、東レ相談役最高顧問[32]、美浜町名誉町民。
- 2016年 - 未来投資会議議員[32]。
- 2017年 - 財政制度等審議会会長、東レ相談役[33]。2025日本万国博覧会誘致委員会会長[34]。
- 2018年 - 日本経済団体連合会名誉会長、東レ特別顧問[32]、2025年国際博覧会担当大使[35]。
- 2019年 - 総合資源エネルギー調査会会長[36]。
- 同年 - 産業革新投資機構取締役会議長兼産業革新投資委員長[37][38]、シマノ取締役、ニトリホールディングス取締役[39]、東レ社友[31]。
- 2020年 - 関西電力取締役会長[40][41]。旭日大綬章受章[42][43]。
- 2021年 - NTT特別調査委員会委員長[44][45]。